# Zincografia
La zincografia o zincotipia è una tecnica di incisione in rilievo su lastra metallica.
Brevettata nel 1851 dal litografo e fotoincisore francese Firmin Gillot (1820-1872) e da questi inizialmente chiamata paniconografia, la zincografia consiste nella riproduzione in rilievo su lastre di zinco o rame, mediante un procedimento chimico, di scritti, disegni o fotografie, in modo da ricavarne matrici per la stampa.
Questa tecnica può produrre toni al tratto o toni a mezzatinta. Utilizzata in passato specialmente per opere di editoria a largo consumo (come libri e giornali), la zincografia è caduta in disuso, sostituita progressivamente dalla stampa offset.
La zincografia è chiamata anche gillotipia o gillottaggio, in onore di Firmin Gillot.